# Municipio de Carson (Minnesota)
El municipio de Carson (en inglés: Carson Township) es un municipio ubicado en el condado de Cottonwood en el estado estadounidense de Minnesota. En el año 2010 tenía una población de 280 habitantes y una densidad poblacional de 3,01 personas por km².

## Geografía
El municipio de Carson se encuentra ubicado en las coordenadas 43°58′14″N 95°2′57″O / 43.97056, -95.04917. Según la Oficina del Censo de los Estados Unidos, el municipio tiene una superficie total de 93 km², de la cual 91,39 km² corresponden a tierra firme y (1,73 %) 1,61 km² es agua.

## Demografía
Según el censo de 2010, había 280 personas residiendo en el municipio de Carson. La densidad de población era de 3,01 hab./km². De los 280 habitantes, el municipio de Carson estaba compuesto por el 99,29 % blancos y el 0,71 % eran de una mezcla de razas. Del total de la población el 0,36 % eran hispanos o latinos de cualquier raza.